# Neotypus amoenus
Neotypus amoenus är en stekelart som beskrevs av Heinrich 1938. Neotypus amoenus ingår i släktet Neotypus och familjen brokparasitsteklar. Inga underarter finns listade i Catalogue of Life.